# Solowjow-Nunatakker
Die Solowjow-Nunatakker (russisch Нунатаки Соловьёва Nunataki Solowjowa) sind eine Gruppe von Nunatakkern im ostantarktischen Coatsland. Sie ragen westlich des Gordon-Gletschers in der Shackleton Range auf.
Russische Wissenschaftler benannten sie. Der Namensgeber ist nicht überliefert.